# Villabona
Villabona ou Villabona-Amasa est une commune du Guipuscoa dans la communauté autonome du Pays basque en Espagne.

## Histoire
Villabona a dérivé aujourd'hui de l'ancienne et précédente population d'Amasa, quartier de ville. De date inconnue, toutes les deux formaient une Communauté qui utilisait conjointement la paroisse de San Martín, les montagnes environnantes, la forge, le moulin et les chemins.
Il est rattaché à Tolosa durant l'année 1385. On ne sait pas avec certitude si Villabona a formé un voisinage avec celle-ci, bien qu'en effet il la représente dans les Juntas Generales de Guipuzcoa , puisque Villabona a obtenu le titre de Villa à la fin du XVe siècle.
Amasa et Villabona fusionnent en 1620 pour mettre fin aux litiges entre les deux communautés.

## Patrimoine

### Patrimoine civil
Dans le noyau urbain, ressortent des bâtiments intéressants :
- La Casa Consistorial, qui date du XIXe siècle (l'antérieure ayant brûlé en 1812 pour avoir été cantonnement des troupes françaises dans la Guerre de l'indépendance. A souligner, sur sa façade, un grand blason héraldique de la ville de style baroque.

### Patrimoine religieux
- L'église paroissiale de l'Invocation du Sacré Cœur Jésus.

## Personnalités liées à la commune
- Diego de San Pedro e Ibarra (?-1543): confesseur du roi Charles Ier d'Espagne.
- Juan Antonio de Ubillos (1707-1789?): moine et écrivain.
- Pedro Yarza, Manco de Villabona (1861-1898): pelotari.
- José Joaquín Arín (1875-1936), prêtre, curé et archiprêtre de Mondragón, ses études sur le basque sont remarquables.
- Alfonso Olaso (1905-1937), foot-balleur international qui joua à Atlético de Madrid.
- Miguel Martínez de Lecea (1893-1984): musicien et txistulari.
- Luis Olaso (1900-?), foot-balleur international qui joua à l'Atlético de Madrid et au Real Madrid.
- Nicolás Lasarte (1917-): entrepreneur et maire de Saint-Sébastien.
- José Antonio Munita (1955): historien médiéviste.
- José Ignacio Garmendia (1964): historique gardien de but de la SD Eibar.

### Sources
- (es) Cet article est partiellement ou en totalité issu de l’article de Wikipédia en espagnol intitulé « Villabona (Guipúzcoa) » (voir la liste des auteurs).